# Saguaro
El saguaro (Carnegiea gigantea) és una espècie de cactus de la mida d'un arbre que és única espècie del gènere Carnegiea. És natiu del desert de Sonora a Arizona (Estats Units) l'extrem de més aridesa de Califòrnia, i de l'estat de Sonora, i una part petita de Baixa Califòrnia a Mèxic
La flor del saguaro és la flor oficial de l'estat d'Arizona. Amb les flors del saguaro se n'obté una mel monofloral.
El nom comú en anglès de saguaro prové de l'idioma dels amerindis O'odham a través del castellà.

## Creixement

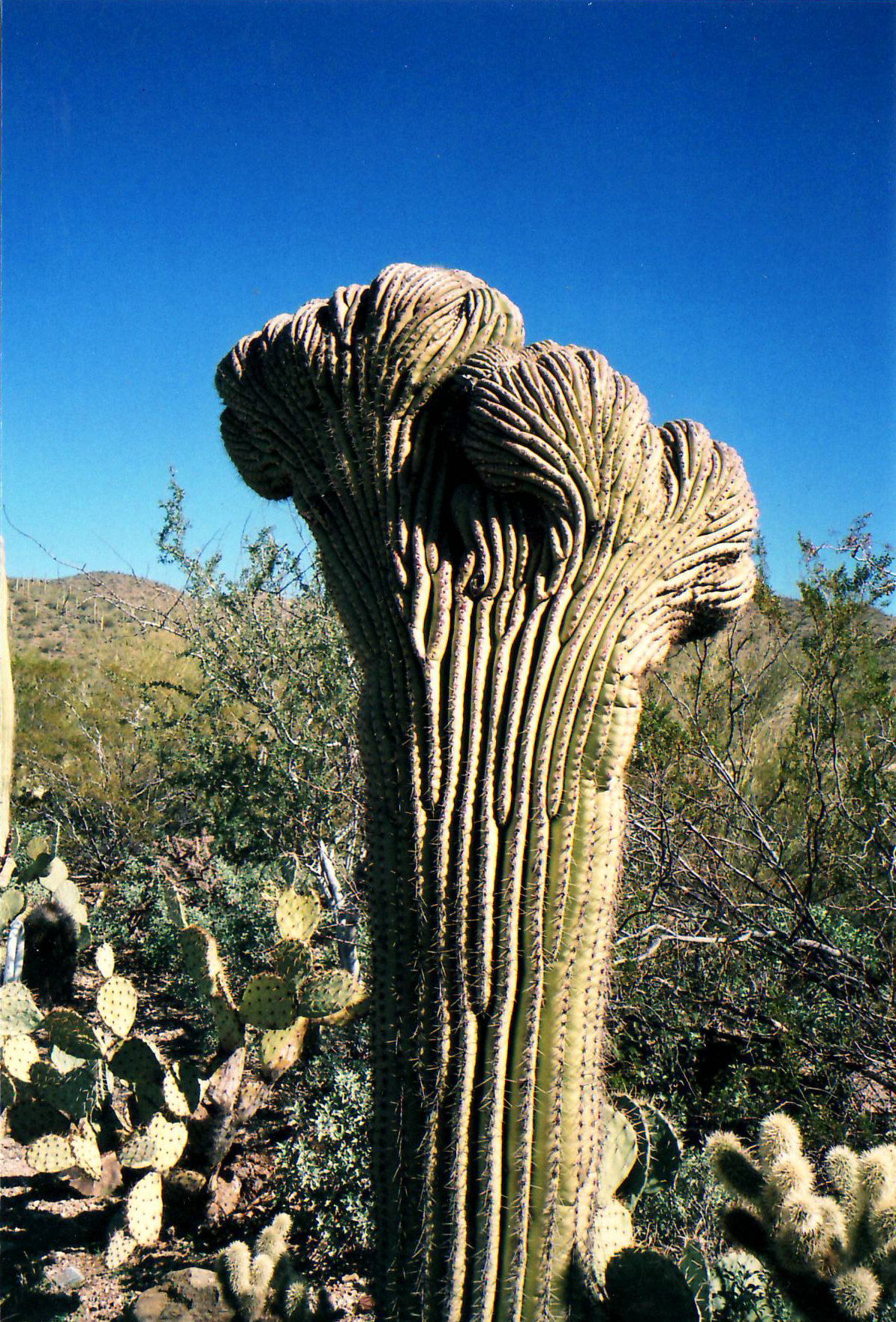
Saguaro amb crestes.

Els saguaros són espècies de vida relativament llarga i triguen 75 anys a enbrancar-se completament. La seva velocitat de creixement depèn de la pluviometria: creixen al doble de velocitat a Tucson (zona més humida) que a l'oest d'Arizona (zona més seca) Alguns saguaros poden viure 150 anys. El saguaro més alt i gros, anomenat Champion Saguaro, fa 13,8 metres d'alt amb un tronc de 3,1 m de diàmetre.

## Flors

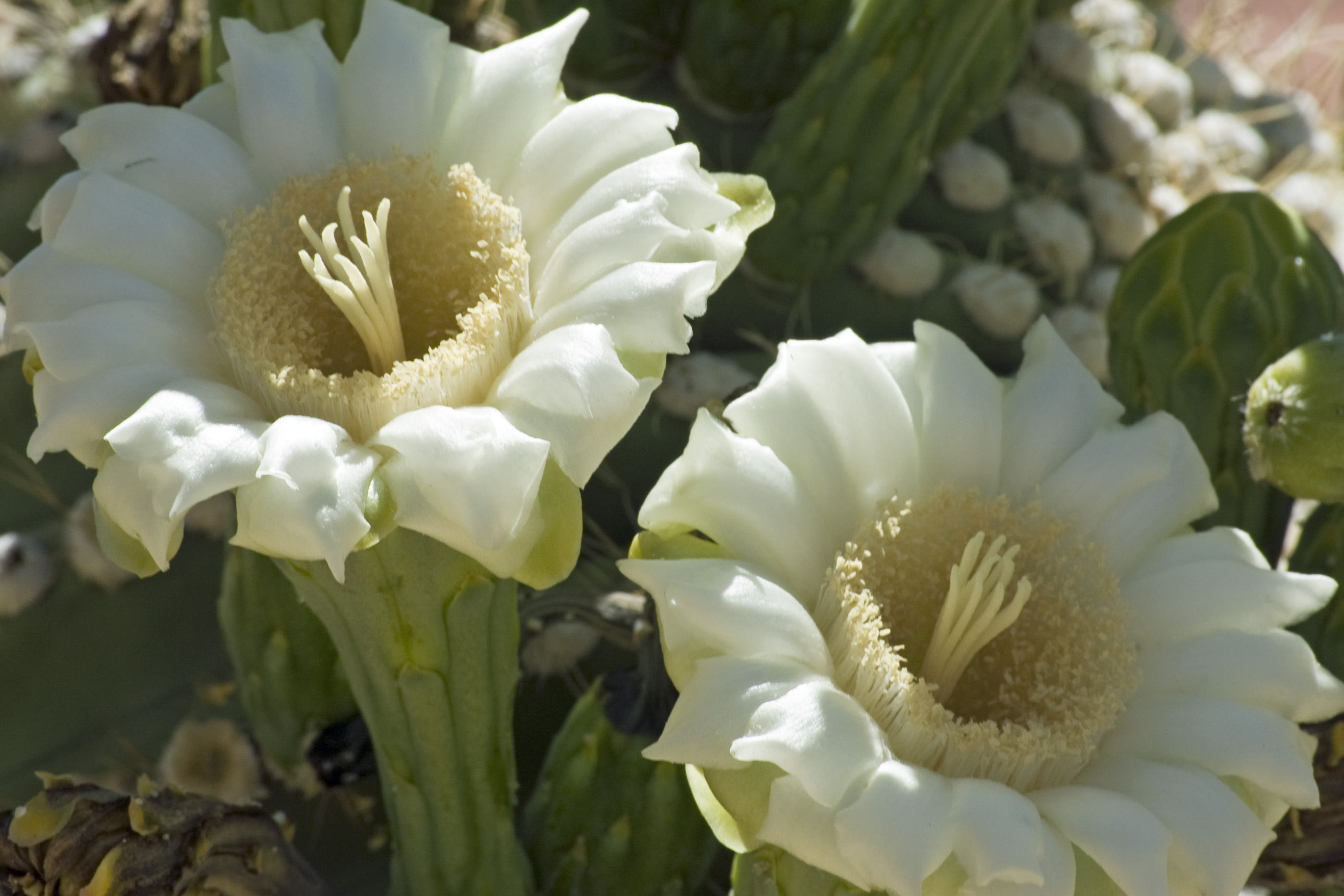
Flors de saguaro

Floreix de nit entre abril i juny i els fruits, vermellosos i comestibles, maduren a final de juny. Les flor d'una mateixa planta de saguaro són incompatibles entre si i cal una pol·linització creuada amb altres peus de planta. El principal pol·linitzador és el ratpenat, que de nit s'alimenta del nèctar de la flor. Com que les flors romanen obertes fins al matí les abelles també ajuden a la pol·linització.